# Jamell Ramos
Jamell Orlando Ramos Hernandez (Barranquilla, Atlántico, Colombia; 12 de octubre de 1981) es un exfutbolista colombiano. Jugaba como lateral derecho, formó parte de la selección de Colombia en la categoría sub-20 en Ecuador 2001, y en el preolímpico Sub-23 en Chile 2004.
Se graduó como profesional en negocios internacionales en la Universidad EAN en el año 2017. También realizó un MBA en negocios en ThePowerMBA en el año 2020, y una maestría en Gestión y Administración Deportiva en la Universidad Internacional de Valencia en el año 2022.

## Clubes
| Club                   | País     | Año         |
| Envigado Fútbol Club   | Colombia | 2000 - 2002 |
| Independiente Medellín | Colombia | 2003 - 2006 |
| Santa Fe               | Colombia | 2006        |
| Deportivo Pasto        | Colombia | 2007        |
| Junior                 | Colombia | 2007        |
| Independiente Medellín | Colombia | 2008        |
| Deportivo Cali         | Colombia | 2009        |
| Cúcuta Deportivo       | Colombia | 2010        |
| Olimpia                | Paraguay | 2011        |
| Once Caldas            | Colombia | 2012 - 2013 |
| Junior                 | Colombia | 2013 - 2015 |
| ---------------------- | -------- | ----------- |

## Palmarés

### Campeonatos nacionales
| Título          | Club                   | País     | Año  |
| --------------- | ---------------------- | -------- | ---- |
| Torneo Apertura | Independiente Medellín | Colombia | 2004 |
| Torneo Clausura | Olimpia                | Paraguay | 2011 |